# Henfield
Henfield è una cittadina di 5.012 abitanti della contea del West Sussex, in Inghilterra.